# Frankenstein Created Woman
Frankenstein Created Woman este un film de groază din 1967, al patrulea din seria Hammer. Este regizat de Terence Fisher. În rolurile principale joacă actorii Peter Cushing ca Baronul Frankenstein și Susan Denberg ca noua sa creație.  
Filmul a avut un buget de 140.000 £.

## Distribuție
- Peter Cushing - Baron Frankenstein
- Susan Denberg - Christina
- Thorley Walters - Doctor Hertz
- Robert Morris - Hans
- Peter Blythe - Anton
- Derek Fowlds - Johann
- Duncan Lamont - Prizonier (tatăl lui Hans)
- Barry Warren - Karl
- Alan MacNaughtan - Kleve
- Peter Madden - Chief of Police
- Philip Ray - Mayor
- Ivan Beavis - Landlord
- Colin Jeavons - Priest
- Bartlett Mullins - Bystander
- Alec Mango - Spokesman

## Legături externe
- Frankenstein Created Woman la Internet Movie Database
- Frankenstein Created Woman la Allmovie
- Frankenstein Created Woman A review and analysis of the Hammer Studios film

## Vezi și
- Listă de filme de groază din 1967
- Listă de filme britanice din 1967
- Listă de filme cu Frankenstein